# Биљин
Биљин је насељено мјесто у граду Горажду, Босна и Херцеговина.

## Становништво
|             | 2013.       | 1991.        | 1981.        | 1971.        |
| Укупно      | 11 (100,0%) | 113 (100,0%) | 118 (100,0%) | 117 (100,0%) |
| Срби        | 11 (100,0%) | 112 (99,12%) | 118 (100,0%) | 117 (100,0%) |
| Југословени | –           | 1 (0,885%)   | –            | –            |